# Henri Albers
Pour les articles homonymes, voir Albers.
 (janvier 2025).
Si vous disposez d'ouvrages ou d'articles de référence ou si vous connaissez des sites web de qualité traitant du thème abordé ici, merci de compléter l'article en donnant les références utiles à sa vérifiabilité et en les liant à la section « Notes et références ».
En pratique : Quelles sources sont attendues ? Comment ajouter mes sources ?
Henri Albers, né Johan Hendrik Albers (Amsterdam, 1er février 1866 – Paris, 17 septembre 1926), est un chanteur d'opéra néerlandais qui plus tard a été naturalisé français. Il a chanté des rôles de baryton au cours d'une carrière internationale qui a duré 37 ans. Il a été un chanteur vedette au Théâtre de la Monnaie à Bruxelles et à l'Opéra-Comique, qui a été sa base de 1900 jusqu'à sa mort. Il a également chanté avec la compagnie du Metropolitan Opera de 1898 à 1899. Il a fait de nombreux enregistrements pour Pathé et s'est spécialisé dans le répertoire de baryton basse.

## Biographie

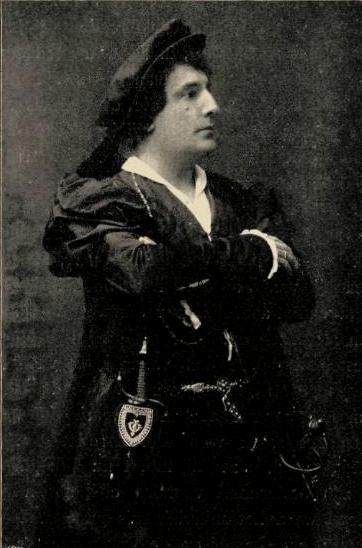
Dans le rôle-titre d'Hamlet d'Ambroise Thomas

Albers a d'abord fait des études d'art dramatique et a travaillé en tant qu'acteur. Il a ensuite étudié le chant au Conservatoire d'Amsterdam et a été engagé par Johannes George De Groot pour chanter avec sa nouvelle compagnie Hollandsche Opera. Il fait ses débuts en 1889 comme Méphistophélès dans une production de Faust de Gounod monté par le Hollandsche Opera.  Au cours des deux années suivantes, il a continué à chanter des rôles importants avec cette société. En 1891, sur la recommandation de De Groot, il a rencontré le compositeur français Jules Massenet qui l'a auditionné. Massenet a été impressionné et l'a encouragé à poursuivre ses études à Paris et à élargir ses horizons au-delà d'Amsterdam. Après d'autres études de chant à Paris avec Jean-Baptiste Faure, Albers fait sa première apparition hors de Hollande lorsqu'il a été engagé par la compagnie d'opéra française à Anvers. En 1892, il chante Jean d'Hautecœur lors de la création de l'opéra Le rêve d'Alfred Bruneau. Il a alors noué amitié avec ce compositeur, apparaissant dans plusieurs de ses opéras.
Après Anvers, Albers a été engagé comme baryton principal à l'Opéra de Bordeaux puis a chanté au Royal Opera House à Londres et à l'Opéra de Monte-Carlo. Il a été engagé par le Metropolitan Opera en 1898 et a chanté avec cette compagnie à la fois en tournée et à New York. Il a fait ses débuts le 8 novembre 1898 dans le rôle de Mercutio lors de la tournée de Roméo et Juliette à Chicago. Il est resté avec cette compagnie jusqu'en 1899, apparaissant dans huit opéras différents et s'attaquant à son premier rôle wagnérien, Wolfram dans Tannhäuser. De retour en Europe, il chante régulièrement à La Monnaie à Bruxelles (1901-1906) et ajoute plusieurs rôles wagnériens à son répertoire: Telramund dans Lohengrin, Hans Sachs dans Die Meistersinger von Nürnberg, Wotan dans L'Or du Rhin, Siegfried et La Walkyrie, et Kurwenal dans Tristan und Isolde. Chanteur très polyvalent, il est également apparu dans les rôles titres des productions de La Monnaie comme Hamlet, Rigoletto, Hérodiade et Le Roi Arthus. Il interprète également le comte de Luna dans Il trovatore, Iago dans Otello, et le baron Scarpia dans Tosca.
En 1899, il est engagé par l'Opéra-Comique où il chante pendant 25 années. Il y interprète les rôles principaux de baryton et baryton-basse dans 39 opéras différents. Il continua cependant à apparaître à la Monnaie et dans plusieurs autres opéras européens de temps en temps. Il a été naturalisé citoyen français en 1920. À la fin du mois d'août 1926, à Aix-les-Bains, Albers a chanté à nouveau le rôle de Jean d'Hautecœur dans Le Rêve. Un mois plus tard, il est mort d'une maladie soudaine à Paris à l'âge de 60 ans. Au moment de son décès, il siégeait au conseil d'administration de l'Union des Artistes dramatiques et lyriques des théâtres français.

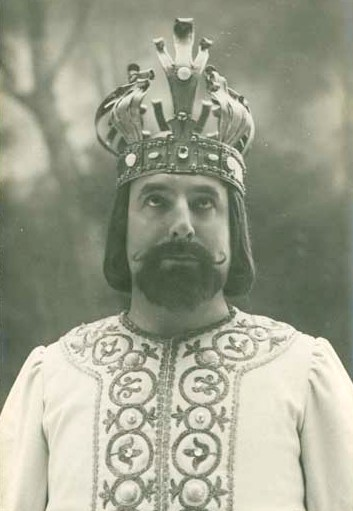
Dans le rôle-titre du Roi Arthus de Chausson

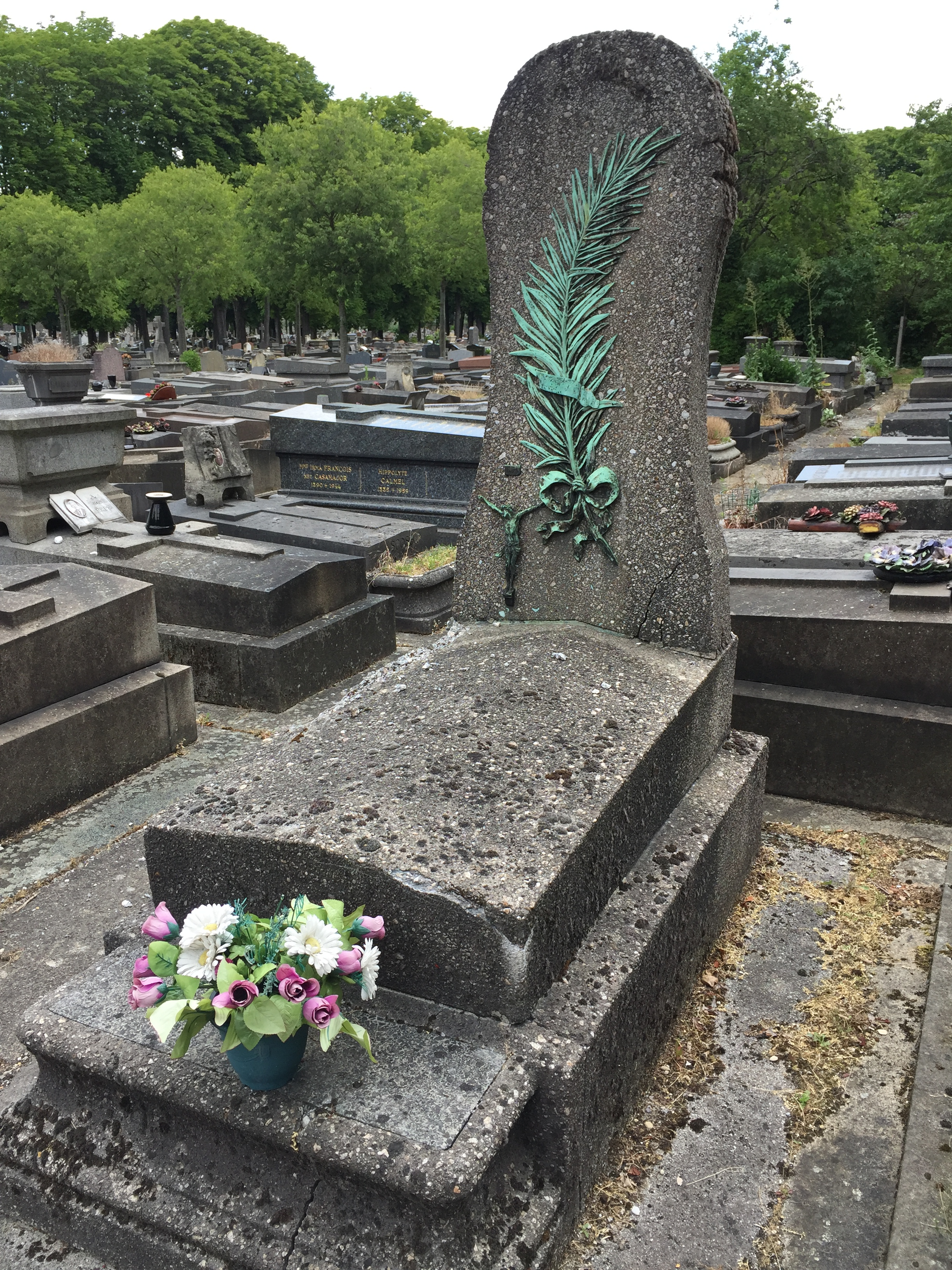
Sépulture d'Henri Albers au cimetière parisien de Saint-Ouen

Il est inhumé au cimetière parisien de Saint-Ouen (12ème division).

## Rôles créés
Parmi les rôles créés par Henri Albers, on trouve:
- Étranger dans L'étranger de Vincent d'Indy, 7 janvier 1903, Théâtre de la Monnaie, Bruxelles
- Arthus dans Le Roi Arthus d'Ernest Chausson, 30 novembre 1903, Théâtre de la Monnaie, Brussels
- Macbeth dans Macbeth d'Ernest Bloch, 30 novembre 1910, Opéra-Comique, Paris
- Napoléon dans L'Aigle de Jean Nouguès, 4 février 1912, Théâtre des Arts, Rouen[2]
- L'Auguste dans Les Frères Danilo de Jean Nouguès , commandé par Pathé Records spécialement pour le phonographe, enregistré en 1912–1913
- Père Jean dans Les Cadeaux de Noël de Xavier Leroux sur un texte d'Émile Fabre, 25 décembre 1915, Opéra-Comique, Paris
- Cardinal Cibo dans Lorenzaccio d'Ernest Moret, 19 mai 1920, Opéra-Comique, Paris
- Pierre dans La plus forte de Xavier Leroux, 11 janvier 1924, Opéra-Comique, Paris

## Source

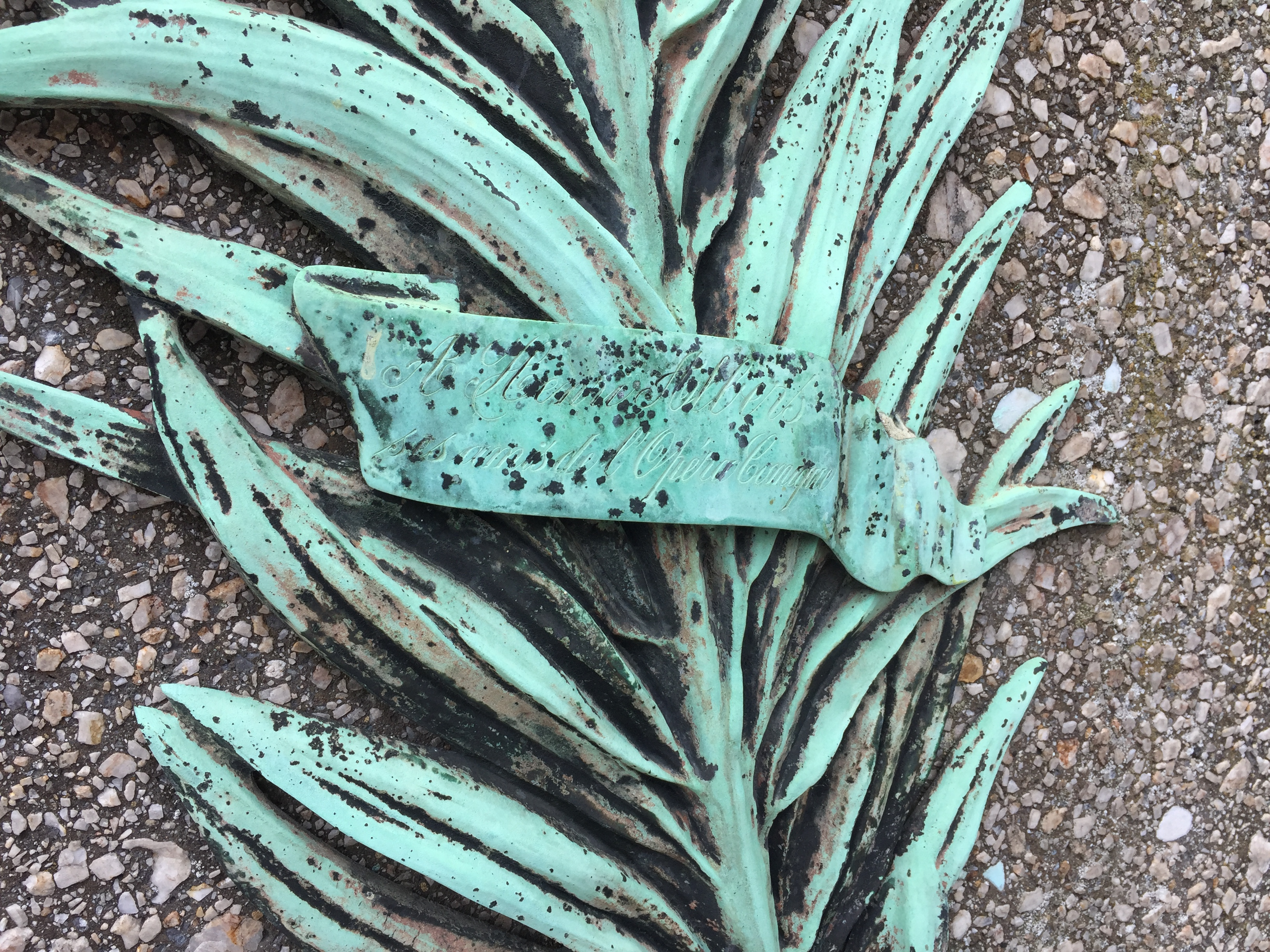
Sépulture d'Henri Albers au cimetière parisien de Saint-Ouen (détail)

- (en) Cet article est partiellement ou en totalité issu de l’article de Wikipédia en anglais intitulé « Henri Albers » (voir la liste des auteurs).

1. ↑  Archives de Paris Acte de décès no 1092 dressé au 9e arrondissement de Paris le 18/09/1926, vue 13 / 31
2. ↑  Quittard, Henri (4 février 1912). "Les Théâtres". Le Figaro, pp. 5-6 (fr)